# Zebrakärpfling
Der Zebrakärpfling (Aphanius fasciatus) ist ein Mittelmeerkärpfling, der im Mittelmeerraum verbreitet ist. Obwohl ihm die Zerstörung seiner Lebensräume und die Einschleppung konkurrierender Arten zusetzen, stuft ihn die IUCN als „nicht bedroht“ ein.

## Beschreibung
Der Zebrakärpfling weist einen länglichen Körper auf, der seitlich etwas abgeflacht ist. Sein oberseits abgeflachter Kopf hat große Augen und ein oberständiges Maul, das mit kleinen, dreispitzigen Zähnen besetzt ist. In einer Längsreihe sitzen am Körper 25 bis 30 große Schuppen, auch der Kopf ist beschuppt. Die Brustflossen setzen unterhalb der Körpermitte an, die Bauchflossen sind bauchständig. Die Rückenflosse mit ihren zehn bis dreizehn Strahlen setzt recht weit hinten, kurz vor der Afterflosse an, die aus neun bis zwölf Strahlen besteht. Die Schwanzflosse ist nicht gegabelt und endet abgerundet. Sämtliche Flossen des Zebrakärpflings weisen allein Weichstrahlen auf. Wie bei vielen Zahnkärpflingen ist die Farbgebung bei den Geschlechtern sehr unterschiedlich. Männchen sind am Rücken und an den Flanken olivgrün-bläulich und am Bauch hell mit silbrigem Glanz, zudem zeigen sie zehn bis fünfzehn breite, dunkle Querbinden an den Flanken. Ihre Flossen sind gelblich. Das Weibchen ist deutlich dezenter gefärbt, es ist hell graugrün mit nur undeutlichen, schmalen Querbinden. Ihre Flossen sind hellgrau und transparent. Auch ist die Körperlänge verschieden, Männchen erreichen eine Länge von etwa 5,5 Zentimetern, Weibchen werden bis zu 6 Zentimeter lang. Dieser Fisch besitzt kein Seitenlinienorgan.

## Verbreitung, Lebensraum und Biologie
Das Verbreitungsgebiet des Zebrakärpflings erstreckt sich entlang der Mittelmeerküste vom Ligurischen Meer bis Vorderasien. Auch in Nordafrika kommt er von Gibraltar bis hin zu den Bitterseen in Ägypten vor. Er bewohnt Salz-, Süß- und Brackwasser. Was den Lebensraum angeht ist er recht anspruchslos, man findet ihn in Lagunen und Flussmündungen, aber auch in kleinen stehenden Gewässern und sehr salzigem Wasser. Meist hält er sich an der Wasseroberfläche auf. Von April bis September legen die Weibchen ihre Eier auf dem Boden, bevorzugt auf Wasserpflanzen und Algen, ab. Nach zehn bis fünfzehn Tagen schlüpfen die Jungen, die am Ende ihres ersten Lebensjahres die Geschlechtsreife erreichen. Seine Nahrung besteht sowohl aus tierischer als auch pflanzlicher Kost. Er frisst Kleinkrebsen und Plankton sowie Insekten und deren Larven, aber auch Pflanzenteile, Algen und Detritus.

## Schutz
Der Zebrakärpfling wird von der Europäischen Union im Anhang II der FFH-Richtlinie geführt und gilt damit als Art von gemeinschaftlichem Interesse, für deren Erhaltung von den Mitgliedsstaaten besondere Schutzgebiete ausgewiesen werden müssen.